# The Kingsmen Quartet
The Kingsmen Quartet, anche conosciuti come The Kingsmen, sono un quartetto vocale statunitense formatosi nel 1956. Il quartetto è di genere southern gospel e ha sede ad Asheville, nella Carolina del Nord.

## Storia
Molti cantanti del Southern Gospel tra cui Jim Hamill, Squire Parsons, Anthony Burger, Mark Trammell e altri sono stati membri dei Kingsmen. Dal 1993 al 1995 fece parte della band Chris Collins, ex membro dei Dream Theater.

## Formazione

### Attuale
- Chris Jenkins – voce
- Chris Bryant – voce
- Alan Kendall – voce
- Ray Dean Reese – voce

### Classica
- Chris Jenkins – voce
- Chris Bryant – voce
- Alan Kendall – voce
- Ray Dean Reese – voce
- Brandon Reese – tastiera

## Discografia parziale

### Album in studio
- 1966 - Songs and Spirituals
- 1968 - Kingsmen Kountry
- 1970 - The Kingsmen
- 1971 - Then and Now
- 1972 - May Day
- 1973 - Sing a Lot of Gospel
- 1976 - Just In Time
- 1978 - The Upper Window
- 1982 - Your Ride Is on the Way
- 1984 - The Game of Life
- 1985 - Better in Person
- 1986 - Stand Up at Opryland USA
- 1989 - The Judgement
- 1992 - Living by Faith
- 1994 - Ridir' High
- 1997 - You're Not Alone
- 2000 - Proven Time and Again
- 2001 - I Will
- 2004 - Born Again
- 2006 - Good, Good God
- 2014 - Battle Cry
- 2017 - They Don't Know
- 2019 - Victory Shout
- 2021 - More to the Story